# یواس‌اس راچامکین (ای‌پی‌دی-۸۹)
یواس‌اس راچامکین (ای‌پی‌دی-۸۹) (به انگلیسی: USS Ruchamkin (APD-89)) یک کشتی بود که طول آن ۳۰۶ فوت (۹۳ متر) بود. این کشتی در سال ۱۹۴۴ ساخته شد.